# Reserva índia Yankton
La reserva Yankton és la reserva índia de la Tribu Yankton Sioux, tribu reconeguda federalment dels amerindis Nació Dakota. La reserva ocupa el 60 per cent més oriental del comtat de Charles Mix al sud-est de Dakota del Sud, Estats Units. Té una superfície de 1.724,186 km² i una superfície total (terra i aigua) de 1.772,604 km², i una població resident de 6.500 persones segons el cens dels Estats Units del 2000. La població segons el cens de 2010 era de 6.465 habitants. És la segona reserva més gran (després de la reserva  Osage) que es troba a l'interior d'un comtat. La major comunitat en la reserva és la ciutat de Wagner, mentre que Marty és la ubicació de la seu de la tribu. El grup de blues-rock, Indigenous, és originari d'aquesta comunitat.

## Comunitats
- Dante
- Lake Andes
- Marty
- Pickstown
- Ravinia
- Wagner